# Torre di Raimondello
La torre di Raimondello di Taranto fu una delle prime fortificazioni realizzate nel borgo antico della città. Voluta dal principe Raimondo Orsini Del Balzo per controllare l'ingresso in città dal ponte di Porta Napoli, fu completata nel 1404.
Trattavasi di un grosso mastio quadrato, ubicato all'estremità della cinta muraria, rinforzato negli anni a seguire con la costruzione di due torrioni, tanto da costituire una vera e propria "Cittadella".
In seguito, la torre fu munita di cannoniere, mentre l'intero complesso fu chiuso da un ampio cortile militare coronato da un ulteriore torrione circolare.
Nel 1861 la Cittadella fu disarmata ed abbandonata per anni, fino all'alluvione del 1883, che rese la torre pericolante e di difficile restauro. Un partito politico dell'epoca si fece allora promotore dell'abbattimento delle vecchie mura, in quanto simbolo della tirannia dei vecchi signori medioevali.
La distruzione dell'intero complesso e quindi della torre fu inevitabile, e venne completata attraverso diverse fasi dal 1884 al 1893.

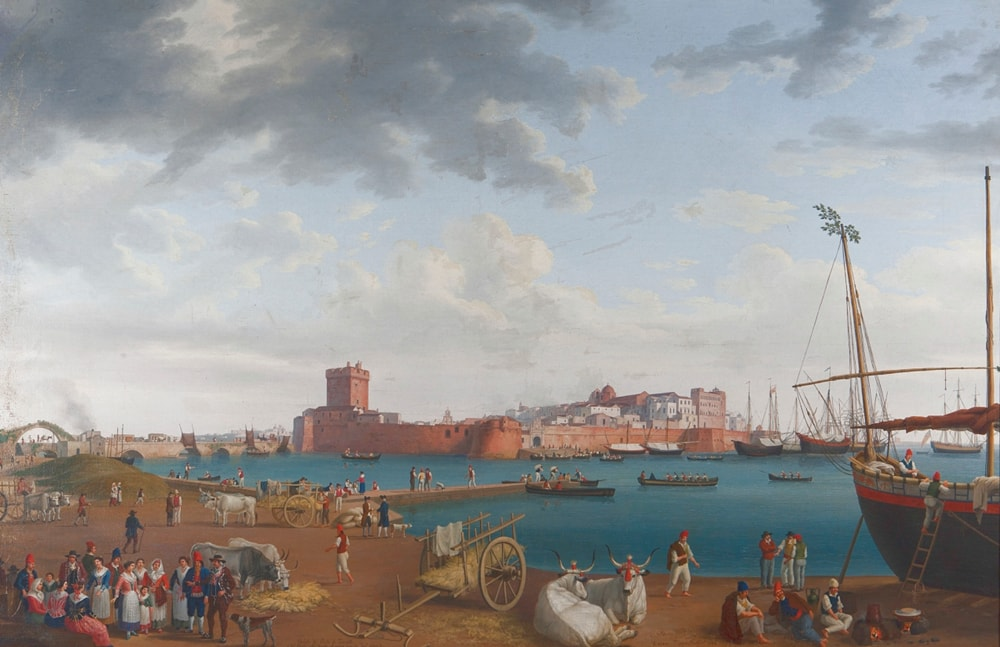
Dipinto di Philipp Hackert (1789) di Taranto, in cui si nota la torre di Raimondello

Si legge in proposito nell'articolo "La Cittadella" del 7 ottobre 1883:
«Quell'immane massa nera, quello screpolato baluardo, che è la Cittadella, fra non molto non disegnerà più le sue forme titaniche sul cielo della nostra Taranto. I nostri voti sono appagati. Essa non ci ricorderà più i tristi tempi del Medio Evo, tempi di lotte, di sangue e di barbarie, allora quando ogni città era un piccolo regno chiuso, isolato, dominato dalla tirannia d'un signorotto, allora quando l'Italia era straziata dal feudalesimo [...]; fu innalzata per chiudere la città da quel lato, la si atterra per scovrire la città da quel lato. Aria, spazio vogliamo! A terra i baluardi che servivano alla tirannia dei signori e che significavano forza e potere: la forza e il potere che aborriamo. Ora non si ha più bisogno di torri e merli, ora che la febbre di libertà brucia.».
Gli scavi archeologici effettuati alla fine del novecento, hanno riportato alla luce i resti della torre di Raimondello e degli edifici dell'intero complesso: sono stati infatti rinvenuti i blocchi squadrati della parete nord e della parete est, tenendo conto di un rilievo del 1889 che indicava l'esatta ubicazione della torre rispetto all'antico ponte.